# Slegur
Slegúr (znanstveno ime Monticola saxatilis) je ptica pevka iz družine muharjev (Muscicapidae). Prej so jo uvrščali v družino drozgov (Turdidae). Znanstveno ime izhaja iz latinščine: Monticola je sestavljenka iz mons, montis "gora" in colere "prebivati", medtem ko saxatilis pomeni "pogosto živi med skalami", iz saxum "skala" .
Gnezdi v Južni Evropi do Srednje Azije vse do severne Kitajske. Vrsta je predvsem selitvena, saj celotna populacija prezimuje v Afriki, južno od Sahare. Zelo redko gostuje v Severni Evropi.
Ptica se razmnožuje na odprtih suhih hribovitih in skalnatih predelih, po navadi nad 1500 m. Gnezdi v skalnatih votlinah in izleže 4 do 5 jajc. Je vsejedka, saj je različno hrano od žuželk do jagod. Petje slegurjev je čisto in blagozvočno.
Slegurji so srednje velika, vendar čokata vrsta drozgov, dolžine 17 do 20 cm. Samca poleti ne moremo zamešati. Ima modrosivo glavo, oranžni spodnji del in zunanje repno perje, temnorjava krila in črn hrbet. Samice in mladiči so manj izraziti s temnorjavim luskastim spodnjim delom. Peresa zunanjega repa so rdečkasta kot pri samcu.

## Druga imena
- skalna taščica (nemško Steinrötel)